# 10265 Gunnarsson
A 10265 Gunnarsson (ideiglenes jelöléssel 1978 RY6) egy kisbolygó a Naprendszerben. Claes-Ingvar Lagerkvist fedezte fel 1978. szeptember 2-án.